# Плосківська сільська рада (Броварський район)
Плосківська сільська рада — орган місцевого самоврядування у Броварському районі Київської області з адміністративним центром у с. Плоске.

## Загальні відомості
Історична дата утворення: в 1929 році. Водоймища на території, підпорядкованій даній раді: р. Трубіж.
Загальна площа землі в адмінмежах Плосківської сільської ради — 2732,3 га.
Адреса 07450, Київська обл., Броварський р-н, с. Плоске, вул. Жовтнева, 2а.

## Населені пункти
Сільській раді підпорядковані населені пункти:
- с. Плоске
- с. Першотравневе

## Склад ради
Рада складається з 16 депутатів та голови.

### Керівний склад ради
| ПІБ                          | Основні відомості                                                             | Дата обрання | Дата звільнення |
| ---------------------------- | ----------------------------------------------------------------------------- | ------------ | --------------- |
| Шкарупіло Валентина Петрівна | Сільський голова, 1954 року народження, освіта, позапартійна                  | 26.03.2006   | 31.10.2010      |
| Кирій Василь Миколайович     | Сільський голова, 1958 року народження, освіта вища, безпартійний             | 31.10.2010   | 25.10.2015      |
| Димчук Лідія Сергіївна       | Сільський голова, 1952 року народження, освіта середня загальна, позапартійна | 25.10.2015   |                 |

Примітка: таблиця складена за даними джерела